# Andrzej Kunachowicz

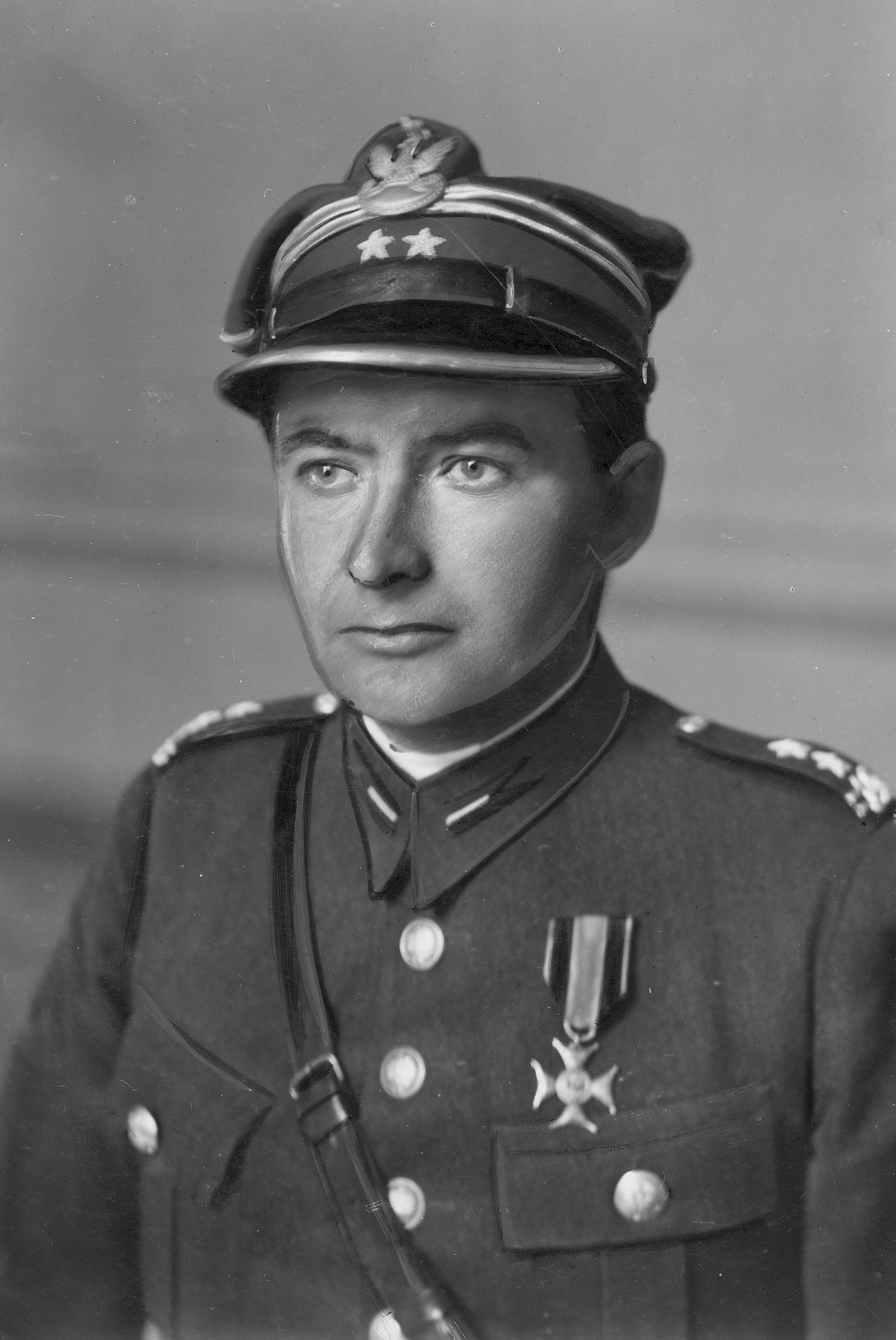
Podpułkownik Andrzej Kunachowicz

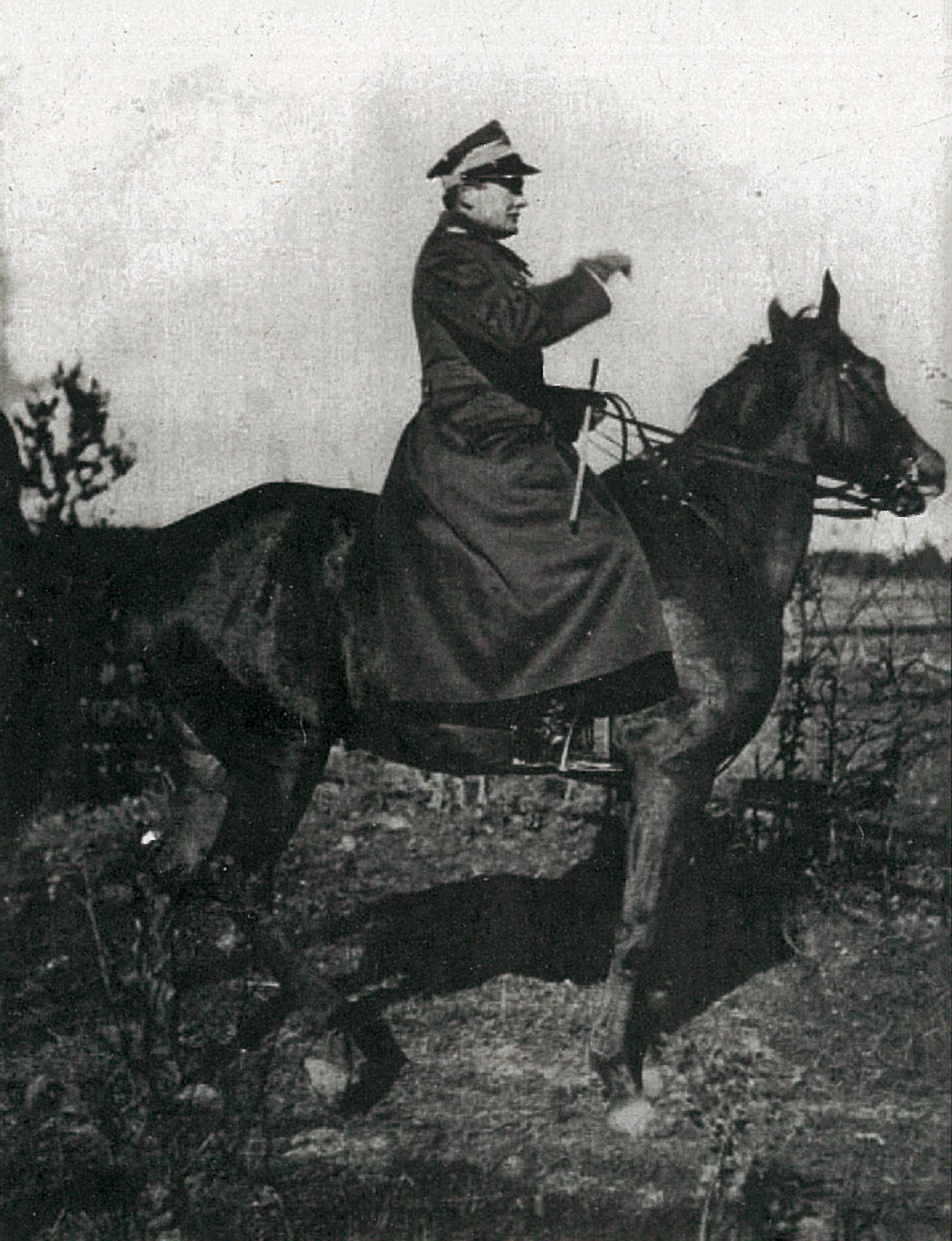
Andrzej Kunachowicz na kasztance we Lwowie, 1934

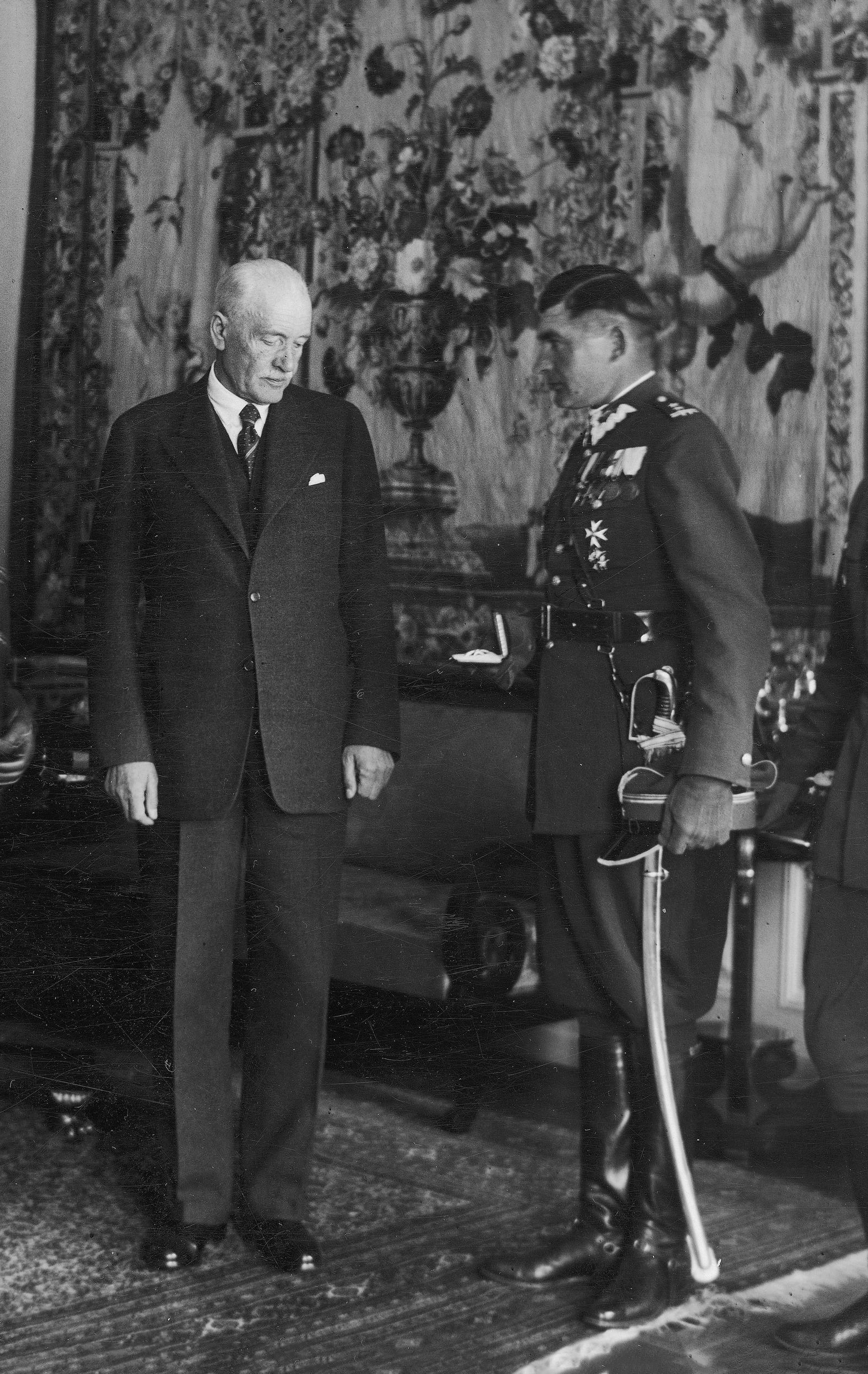
Prezydent RP Ignacy Mościcki i ppłk Andrzej Kunachowicz. Wręczenie prezydentowi RP Ignacemu Mościckiemu odznaki pułkowej przez delegację 14 Pułku Ułanów Jazłowieckich, Warszawa, 7 czerwca 1933

Andrzej Paweł Kunachowicz (ur. 16 listopada 1895 w Radoczy, zm. 8 listopada 1980 w Krakowie) – pułkownik dyplomowany kawalerii Wojska Polskiego, uczestnik I wojny światowej, wojny polsko-ukraińskiej, wojny polsko-bolszewickiej oraz kampanii wrześniowej, dowódca 14 Pułku Ułanów Jazłowieckich w latach 1931–1936 oraz 20 Pułku Ułanów im. Króla Jana III Sobieskiego w latach 1936–1939.
W 1914 roku, jako osiemnastolatni chłopak, wstąpił do formujących się Legionów Polskich, z którymi przeszedł szlak bojowy w Karpatach Wschodnich, na Bukowinie i na Wołyniu. Został internowany, a następnie wysłany na front włoski w szeregach armii Austro-Węgier. W 1918 roku wstąpił do Wojska Polskiego. Jako żołnierz 2 Pułku Szwoleżerów Rokitniańskich brał udział w walkach o wschodnie granice Rzeczypospolitej z Ukraińcami i bolszewicką Rosją. Po zawarciu pokoju pozostał w wojsku, zdobywając z czasem kolejne awanse jako oficer. W 1931 roku ukończył studia w Wyższej Szkole Wojennej.
Po awansowaniu na podpułkownika objął w 1931 roku dowództwo 14 Pułku Ułanów Jazłowieckich we Lwowie. W 1936 roku objął dowództwo 20 Pułku Ułanów im. Króla Jana III Sobieskiego w Rzeszowie. Wkrótce potem awansował na pułkownika. W czasie kampanii wrześniowej, stojąc na czele 20. Pułku Ułanów, brał udział w starciach z Niemcami w okolicach Łodzi. Raniony w klatkę piersiową, dostał się do niewoli i resztę wojny spędził w Oflagu Woldenberg. Po wyzwoleniu nie wstąpił do Ludowego Wojska Polskiego. Podjął pracę w organizacjach cywilnych, działał na rzecz upamiętnienia i podtrzymania więzi z dawnymi towarzyszami broni.

## Życiorys

### Pochodzenie i wczesne lata
Urodził się 16 listopada 1895 roku w Radoczy jako syn Stanisława Kunachowicza i Heleny z domu Suskiej. Miał młodsze rodzeństwo: Wiktora, Marię, Zofię, Stanisławę, Kazimierę, Jerzego oraz Irenę.
Jego babka, Helena z Kadłubowskich Kunachowiczowa, była cioteczną wnuczką generała Jana Zygmunta Skrzyneckiego, przywódcy powstania listopadowego. Jego ciotką była Elżbieta z Kunachowiczów Vetulani, zaś jego braćmi ciotecznymi: Zygmunt, Tadeusz i Adam Vetulani.
Był wychowany „w duchu patriotycznym”. W wieku czternastu lat wstąpił do drużyn harcerskich związanych z „Sokołem”.

### I wojna światowa – służba w Legionach i wojsku austro-węgierskim
W sierpniu 1914 roku, jako osiemnastolatek, wyruszył wraz z młodszym bratem Wiktorem z dworu rodzinnego w Biskupicach Melsztyńskich do Krakowa, gdzie wstąpił do formujących się Legionów Polskich. W 2 szwadronie ułanów walczył w Karpatach Wschodnich i na Bukowinie, w bitwach pod Rarańczą i pod Rokitną. Po przeniesieniu w październiku 1915 roku II Brygady na Wołyń walczył w 2 Pułku Ułanów Legionowych. W 1916 roku ukończył kurs szkoły podchorążych kawalerii i później awansował na chorążego.
W lutym 1918 roku został wraz z innymi oficerami internowany przez armię austriacką w związku ze zbrojnym protestem legionistów po podpisaniu układu w Brześciu Litewskim, oraz w związku z przebiciem się II Brygady Karpackiej przez front do formacji polskich tworzonych w Rosji. Został zdegradowany, wcielony do armii austriackiej i wysłany do kadr przyfrontowych pułków kawalerii w północnych Włoszech. Znalazł się w okolicach Udine, w kadrach 6. Pułku Ułanów, skąd został skierowany do oficerskiej szkoły kawalerii w Stockerau pod Wiedniem. Zorganizował i przeprowadził wyprowadzenie w zwartym szyku 2 listopada 1918 polskich słuchaczy ze szkoły i ich powrót pociągiem do Krakowa.

### W walkach o wschodnie granice Rzeczypospolitej
Po powrocie do kraju uczestniczył w formowaniu na terenie Krakowa 2 Pułku Szwoleżerów Rokitniańskich, wstępując do Wojska Polskiego. Został awansowany na podporucznika i jako dowódca półszwadronu został skierowany na front ukraiński do działań w obronie Lwowa i Galicji Wschodniej, z zadaniem obrony Medyki i zabezpieczenia transportów kolejowych idących na wschód. Następnie został przeniesiony do dyspozycji 3 Dywizji Piechoty Legionów i prowadził walki z Ukraińcami oraz działania patrolowe. W tym czasie miał pod swoim dowództwem wieloletniego towarzysza broni i przyjaciela, podporucznika Klemensa Rudnickiego. Kampanię ukraińską zakończył nad Zbruczem w lipcu 1919.
Po powrocie do 2 Pułku Szwoleżerów, stacjonującego na Górnym Śląsku, objął dowództwo szwadronu karabinów maszynowych. W styczniu 1920 roku wyruszył z pułkiem zajmować Pomorze. Z Kościerzyny został skierowany na kurs dowódców szadronów technicznych w Warszawie. W czasie trwania kursu został awansowany na porucznika. Następnie powórcił na front wschodni, do 2 Pułku Szwoleżerów. Wraz z tym pułkiem walczył w wojnie z bolszewikami przeciwko 1 armii konnej Budionnego, stając na czele 4. szwadronu, m.in. w szarży pod Klekotowem. W sierpniu 1920 został awansowany na rotmistrza. W bitwie o Korosteń 9 października dowodził II dywizjonem szoleżerów rokitniańskich.

### W czasie pokoju – dowódca 14 i 20 pułku ułanów
Po zakończeniu działań wojennych kontynuował służbę w 2 Pułku Szwoleżerów Rokitniańskich. Został skierowany do Szkoły Kawalerii w Grudziądzu, na kurs dowódców szwadronów. Po jego ukończeniu objął dowództo części pułku stacjonującej w Bochni, gdzie miał pod swoją komendą rotmistrzów Klemensa Rudnickiego i Henryka Dobrzańskiego, i gdzie dowodził szkołą podoficerów zawodowych V Brygady Jazdy.
W 1924 roku uczestniczył w kursie oficerów sztabowych w Rembertowie. Po jego ukończeniu został przeniesiony z Bochni do dowództwa pułku w Bielsku. Pełnił obowiązki dowódcy pułku, potem kwatermistrza i dowódcy szwadronu. Po dyslokacji Szwoleżerów z Bielska do Starogardu na Pomorzu w 1926 roku objął dowództwo szwadronu zapasowego w Toruniu i awansował na majora. W styczniu 1928 roku objął stanowisko zastępcy dowódcy 8 Pułku Strzelców Konnych w Chełmnie.
W latach 1929–1931 odbył studia w Wyższej Szkole Wojennej w Warszawie, w czasie których został awansowany do stopnia podpułkownika. W 1931 roku, po ukończeniu studiów, został mianowany dowódcą 14 Pułku Ułanów Jazłowieckich we Lwowie. Miał być „tym wyróżnieniem mocno zaskoczony”. W 1933 roku zorganizował uroczystości piętnastolecia istnienia 14 Pułku Ułanów. Organizował też karnawałowe bale kawaleryjskie – w 1934 roku w salach Hotelu Krakowskiego we Lwowie.
W trakcie jego stacjonowania we Lwowie niezidentyfikowana osoba oddała do okna jego mieszkania strzał z broni małokalibrowej. Sprawców nie wykryto. Podejrzenia kierowano w stronę ukraińskich nacjonalistów.
W styczniu 1936 roku objął dowództwo 20 Pułku Ułanów im. Króla Jana III Sobieskiego w Rzeszowie. Na stopień pułkownika został mianowany ze starszeństwem z 19 marca 1937 i 3. lokatą w korpusie oficerów kawalerii.

### II wojna światowa – klęska wrześniowa i pobyt w oflagu
Po odebraniu 27 sierpnia 1939 rozkazu mobilizacyjnego wyruszył na czele  20 Pułku Ułanów na wojnę z Niemcami. Przez Lwów, Równo, Siedlce, Warszawę i Łódź dotarł do Karsznicy, gdzie nad Wartą jego pułk rozpoczął działania bojowe, wchodząc w skład Kresowej Brygady Kawalerii. 7 września Andrzej Kunachowicz objął dowodzenie Kresową Brygadą Kawalerii.
11 września 1939, w trakcie działań bojowych w rejonie poligonu Raducz, został ciężko raniony w klatkę piersiową. Pomocy udzielił mu natychmiast lekarz pułkowy, kapitan Kazimierz Gnatowski, po czym pułkownik Kunachowicz został przewieziony taczanką do dworu Ciechomskich w miejscowości Lisna. Później dochodził do zdrowia w szpitalu w Łodzi, dokąd przenieśli go Niemcy. Na mocy rozkazu dowódcy Armii „Warszawa”, generała Juliusza Rómmla z 28 września 1939 Andrzej Kunachowicz otrzymał za udział w wojnie obronnej Krzyż Złoty Orderu Wojennego Virtuti Militari. Ponadto zostało oddanych do jego dyspozycji dziesięć Krzyży Srebrnych tego orderu dla najbardziej zasłużonych żołnierzy 20 Pułku Ułanów.
Andrzej Kunachowicz planował ucieczkę ze szpitala, ale był na nią zbyt słaby fizycznie. W grudniu 1939 został wywieziony jako jeniec do obozów kolejno w Norymberdze, Laufen, Braunschweig, a następnie do Oflagu Woldenberg, gdzie zaangażował się w działalność konspiracyjnej organizacji oficerów. Tam doczekał wyzwolenia przez wojska sowieckie pod koniec stycznia 1945 roku.

### Lata powojenne
Po powrocie do ojczyzny zamieszkał w Krakowie. Nie wstąpił do formującego się Ludowego Wojska Polskiego. Podjął pracę w Państwowym Urzędzie Repatriacyjnym, a następnie w innych instytucjach cywilnych. Przez kilka lat prowadził gospodarstwo rolne swojej matki w Biskupicach Melsztyńskich.
Utrzymywał kontakty z dawnymi towarzyszami broni. Spotykał się w Warszawie, Krakowie i Rzeszowie z byłymi żołnierzami 20 Pułku Ułanów. Utrzymywał kontakt korespondencyjny z zamieszkałym w USA adiutantem pułku, Stanisławem Błaszczakiem. Współorganizował coroczne, świąteczne spotkania byłych legionistów w Krakowie, z udziałem kardynała Karola Wojtyły. Odbył wizytę w Londynie, gdzie odwiedził m.in. tamtejsze Koło Ułanów Jazłowieckich.
Ostatnie lata życia spędził wraz z rodziną w Krakowie. Wygłaszał dla młodzieży prelekcje o walkach młodych Polaków o niepodległość Polski, po latach zaborów. W 1979 roku w Kiełpinie wziął udział w odsłonięciu pomnika upamiętniającego Ułanów Jazłowieckich poległych we wrześniu 1939 roku, w zwycięskiej szarży pod Wólką Węglową, i innych bitwach kampanii wrześniowej. Podpisał też akt erekcyjny tego pomnika.
Zmarł 8 listopada 1980 roku w Krakowie. Został pochowany 14 listopada 1980 w grobowcu rodzinnym na cmentarzu Rakowickim, w części wojskowej cmentarza. W czasie uroczystości przemawiał Józef Herzog.

## Awanse
- 1916–1917: chorąży;
- 1918: podporucznik;
- 1920: porucznik;
- 1920: rotmistrz;
- 1926: major;
- 1929–1931: podpułkownik;
- 1937: pułkownik.

Na podstawie materiału źródłowego .

## Ordery i odznaczenia
- Krzyż Złoty Orderu Wojennego Virtuti Militari (za wojnę 1939 roku)[2]
- Krzyż Srebrny Orderu Wojskowego Virtuti Militari nr 3824 (za wojnę 1920 roku)[2] – 1921[27]
- Krzyż Walecznych (trzykrotnie)[2]
- Krzyż Niepodległości „za pracę w dziele odzyskania niepodległości” (16 września 1931)[28][2]
- Złoty Krzyż Zasługi „za zasługi na polu pracy społecznej” (18 lutego 1939)[29][2]
- Medal Pamiątkowy za Wojnę 1918–1921
- Medal Dziesięciolecia Odzyskanej Niepodległości
- Srebrny Medal za Długoletnią Służbę (17 listopada 1938)[f][30]
- Brązowy Medal za Waleczność (Austro-Węgry)[31]

## Rodzina
W 1922 roku w Drogini poślubił Helenę Janotę-Bzowską (1897–1970), córkę Kazimierza Janoty-Bzowskiego i Wandy z domu Romer. Przyszłą małżonkę poznał przez swojego dowódcę z czasów legionowych, ppłk. Jana Dunin-Brzezińskiego, właściciela majątku Osieczany. Ojciec Heleny Janoty-Bzowskiej był właścicielem sąsiedniego majątku.
Andrzej i Helena Kunachowiczowie mieli dzieci: Teresę (ur. 1925), po mężu Skarżyńską, oraz Krzysztofa (1927–2022), inżyniera, pracownika Instytutu Lotnictwa, zastępcę głównego konstruktora do spraw awioniki i systemów elektrycznych przy konstrukcji samolotu PZL I-22 Iryda, który wspominał, że to ojciec zaszczepił u niego zainteresowanie lotnictwem w dzieciństwie.
Synem Krzysztofa Kunachowicza, a wnukiem Andrzeja Kunachowicza, jest radca prawny i przewodnik wysokogórski, Paweł Kunachowicz.

## Spuścizna i pamięć
Fragmenty opisu polskiej szarży pod Klekotowem w czasie wojny polsko-bolszewickiej autorstwa Andrzeja Kunachowicza, zawarte w książce Ostatnia kampania konna. Działania Jazdy Polskiej przeciw Armii Konnej Budiennego w 1920 roku były odczytywane na antenie Radia Wolna Europa w okresie PRL, w rocznice walk z bolszewikami, „ku uciesze rodziny i zainteresowaniu odpowiednich służb”.
W 2011 roku, staraniem jego syna Krzysztofa Kunachowicza, została wydana książka Trzy wojny w siodle. Wspomnienia z lat 1914–1939 legionisty, rotmistrza Szwoleżerów, dowódcy 14. Pułku Ułanów Jazłowieckich i 20. Pułku Ułanów Króla Jana III Sobieskiego, zawierająca wspomnienia Andrzeja Kunachowicza.